# Randy Edelman
Randy Edelman (Paterson, 10 giugno 1947) è un compositore statunitense.

## Biografia
Di origine ebraica, Edelman frequentò il conservatorio di Cincinnati prima di trasferirsi a New York, dove suonò il piano nell'orchestra del teatro di Broadway. Produsse diversi album di canzoni - alcune delle quali furono successivamente registrate dai The Carpenters (I Can't Make Music, Piano Picker e You), Barry Manilow (Weekend in New England), Olivia Newton-John (Making a Good Thing Better) ed altri - prima di trasferirsi a Los Angeles, dove iniziò a lavorare per la televisione ed a comporre colonne sonore di film.

## Le colonne sonore
A metà degli anni ottanta, Edelman scrisse il tema principale e la musica di sottofondo di parecchi episodi della popolare serie tv MacGyver, con protagonista Richard Dean Anderson.
In quegli anni, e successivamente nei primi anni novanta, collaborò anche con Ivan Reitman, producendo le colonne sonore per diverse sue commedie, tra cui Ghostbusters II, I gemelli, Angels, e Un poliziotto alle elementari. Scrisse il tema musicale del film Executive Action del 1973, che trasportava sullo schermo alcune delle teorie del complotto riguardanti l'assassinio di John Fitzgerald Kennedy nel 1963.

### Le colonne sonore riutilizzate
Benché molti dei film di cui Edelman aveva composto la colonna sonora non siano stati grandi successi commerciali, le musiche vennero spesso riutilizzate in altri ambiti. I temi che scrisse per Dragonheart, Dragon - La storia di Bruce Lee, Gettysburg, L'ultimo dei Mohicani ed altri sono state ampiamente riutilizzate in pubblicità ed in trailer di altri film. In particolare, lo stimolante tema di Dragon è diventato sinonimo di film strappalacrime che, dopo alterne vicende, porta ad un finale trionfale; alcuni dei trailer che utilizzano questo tema sono Forrest Gump, The Truman Show e Harry Potter e la pietra filosofale. Il tema del film Benvenuti in paradiso, da lui scritto, è stato usato come sottofondo nei trailer più di qualunque altro spezzone di colonna sonora.

## Musiche per lo sport sulla NBC
Il tema da lui composto per il serial TV Le avventure di Brisco County Jr. viene utilizzato nell'annuncio degli eventi a seguire nelle cronache dei Giochi olimpici sulla rete TV statunitense NBC. Fu usato anche durante le cronache delle World Series della MLB di baseball del 1997. Negli anni novanta, Edelman compose anche il tema musicale per le telecronache della NFL, sempre sulla NBC.

## Filmografia

### Cinema
- I gemelli (1988)
- Ghostbusters II (1989)
- Scappiamo col malloppo (1990)
- Benvenuti in paradiso (1990)
- Un poliziotto alle elementari (1990)
- Va all'inferno Fred (1991)
- Detective coi tacchi a spillo (1991)
- Teneramente in tre (1991)
- Shout (1991)
- Mio cugino Vincenzo (1992)
- Beethoven (1992)
- L'ultimo dei Mohicani (1992)
- Il distinto gentiluomo (1992)
- Dragon - La storia di Bruce Lee (1993)
- Le avventure di Brisco County Jr. (1993)
- Gettysburg (1993)
- Beethoven 2 (1993)
- Caro zio Joe (1994)
- Angels (1994)
- The Mask (1994)
- Pontiac Moon (1994)
- La chiave magica (1995)
- The Big Green (1995)
- Pecos Bill - Una leggenda per amico (1995)
- Billy Madison (1995)
- Cittadino X (1995)
- Un amore tutto suo (1995)
- Dragonheart (1996)
- Giù le mani dal mio periscopio (1996)
- Diabolique (1996)
- La prova (The Quest) (1996)
- Daylight - Trappola nel tunnel (1996)
- Anaconda (1997)
- Chi pesca trova (1997)
- Leave It To Beaver (1997)
- In ricchezza e in povertà (1997)
- Sei giorni sette notti (1998)
- EdTV (1999)
- The Hunley (1999)
- Passion of Mind (2000)
- FBI: Protezione testimoni (2000)
- The Skulls - I teschi (2000)
- Pallottole cinesi (2000)
- Top model per caso (2001)
- Black Knight (2001)
- Osmosis Jones (2001)
- Who is Cletis Tout? (2001)
- Corky Romano (2001)
- xXx (2002)
- Gods and Generals (2003)
- National Security - Sei in buone mani (2003)
- 2 cavalieri a Londra (2003)
- Connie e Carla (2004)
- Natale in affitto (2004)
- The Mask 2 (2005)
- L'ultima occasione (2006)
- Underdog - Storia di un vero supereroe (2007)
- Balls of Fury (2007)
- 27 volte in bianco (2008)
- La mummia - La tomba dell'Imperatore Dragone (The Mummy: Tomb of the Dragon Emperor), regia di Rob Cohen (2008)
- Leaves of the Tree (2015)

### Televisione
- Executive Action (1973)
- MacGyver - Serie TV (1985)
- Dennis la minaccia - Serie animata (1987)
- Le avventure dei Chipmunk - Serie animata (1987)
- Feds (1988)
- Troop Beverly Hills (1989)
- Panda: The China Adventure (2001)
- The Ten Commandments - Miniserie TV (2006)

## Discografia
- 1972 - Randy Edelman (Sunflower - MGM)
- 1972 - The Laughter And The Tears (Lion - MGM)
- 1974 - Prime Cuts (20th Century)
- 1975 - Farewell Fairbanks (20th Century)
- 1977 - If Love Is Real (Arista)
- 1979 - The Best Of Randy Edelman (RCA LTD)
- 1979 - You're The One (Arista)
- 1982 - On Time (Phonogram)
- 1984 - Randy Edelman And His Piano (PRT)
- 1985 - Switch Of The Seasons (PRT)
- 1986 - Care Bears To The Rescue (Parker Bros.)
- 1989 - Uptown Uptempo Collection (Warwick)
- 2004 - Randy Edelman And His Piano
- 2005 - Guilty Pleasures (Sony)